# Henryk Okarma
Henryk Okarma, né le 12 novembre 1959 à Nysa, est un biologiste polonais, professeur de sciences de la vie. 
Ses principaux domaines d'expertise sont la recherche sur les mammifères prédateurs, en particulier le loup, le lynx, le chat sauvage, les espèces envahissantes et la recherche sur la biologie de la chasse. Il est professeur à l'université Jagellonne, directeur de longue date de l'Institut de conservation de la faune et de la flore sauvages de l'Académie polonaise des sciences et membre correspondant de l'Académie polonaise des sciences.

## Biographie
Henryk Okarma est né à Nysa et passe son enfance et sa jeunesse à Nowy Sącz, où il obtient son diplôme d'entrée à l'université. En 1983, il obtient  son diplôme de l'université Jagellonne. Il y termine ses études de doctorat en biologie - écologie animale en 1989. De 1989 à 1996, il travaille dans le département de recherche sur les mammifères de l'Académie polonaise des sciences à Białowieża. En 1996, il est habilité à la faculté de sylviculture de l'université de Varsovie dans le domaine de l'écologie forestière en sciences forestières. À partir de 1997, il travaille à l'Institut de conservation de la nature de l'Académie polonaise des sciences à Cracovie, jusqu'en 2003 en tant que professeur associé. En 2003, il reçoit le titre de professeur de biosciences. À l'Institut de conservation de la nature de l'Académie polonaise des sciences, il dirige une équipe chargée de l'écologie des grands prédateurs et est directeur de l'institut de 2002 à 2018. Depuis 2004, il travaille également dans le département de recherche sur la chasse de l'Institut des sciences de l'environnement de l'université Jagellonne de Cracovie,. En 2013, il est élu membre correspondant de l'Académie polonaise des sciences. Il est membre du conseil d'administration de la Faculté II des sciences biologiques et agricoles du PAN. Henryk Okarma parle anglais, donc Sven Herzog, en co-auteur avec Okarma, a pu écrire le Handbook Wolf en langue allemande, dans lequel des plans de gestion efficaces sont suggérés.

## Publications
- 1992 : Wilk – monografia przyrodniczo-łowiecka. Białowieża
- 1997 : Wilk. Wydawnictwo Lubuskiego Klubu Przyrodników, Świebodzin
- 1997 : Der Wolf. Ökologie, Verhalten, Schutz. Parey Buchverlag, Berlin
- 1997 : avec P. Brzuski, Wilk na terenach zachodniej Polski (The wolf in the area of western Poland), Polski Związek Łowiecki, Varsovie
- 1998 : avec Wlodzimierz Jedrzejewski, Bogumiła Jędrzejewska, Sabina Nowak, Strategia ochrony i gospodarowania populaja wilka w Polsce, Cracovie
- 1998 : Le Loup en Europe, Grands Espaces, Orléans
- 2000 : Ryś, Oficyna Edytorska Wydawnictwo Świat, Varsovie
- 2000 : De Wolf, Uitgeverij de Kei, Amersfoort,
- 2001 : Canis lupus Linne, 1758. Wilk, In: Z. Głowaciński (dir.), Polnisches Rotes Buch der Tiere, Wirbeltiere, DWRiL
- 2001 : avec M. Wolsan, Felis silvestris Schreber, 1775. Żbik, In: Z. Głowaciński (dir.), Polnisches Rotes Buch der Tiere, Wirbeltiere, DWRiL
- 2001 : avec M. Wolsan, Lynx (Felis) lynx (Linne, 1758). Ryś, In: Z. Głowaciński (dir.), Polnisches Rotes Buch der Tiere, Wirbeltiere, DWRiL
- 2002 : avec D. Langwald, Der Wolf, Parey Buchverlag, Berlin
- 2008 :, avec A. Tomek, Łowiectwo, Wydawnictwo H2O, Cracovie
- 2013, avec K. Schmidt, Ryś, Wydawnictwo H2O, Cracovie
- 2015 : Wilk, Wydawnictwo H2O, Cracovie
- 2019 : avec Sven Herzog, Handbuch Wolf, Kosmos-Verlag, Stuttgart